# Live at Paradiso (Beth Hart)
Live at Paradiso è un album dal vivo della cantante statunitense Beth Hart, pubblicato nel 2005.

## Tracce
1. Delicious Surprise – 4:15
2. Guilty – 4:52
3. Leave the Light On – 4:42
4. Lifts You Up – 3:59
5. Broken & Ugly – 4:48
6. Get Your Shit Together – 5:56
7. Immortal – 7:07
8. Monkey Back – 5:37
9. Am I the One – 10:44
10. Mama – 4:25
11. L.A. Song – 4:31
12. World Without You – 5:17
13. Whole Lotta Love – 7:54